# Turtle (DSV-3)
Turtle (DSV-3) byla výzkumná miniponorka amerického námořnictva, částečně používaná pro výzkum též Národním úřadem pro oceán a atmosféru (NOAA). Postavena byla jako vylepšená verze předcházející miniponorky Alvin (DSV-2). Turtle byla ze služby vyřazena 1. října 1997. Zachovala se jako muzejní loď v Mystic Aquarium & Institute for Exploration ve městě Mystic ve státě Connecticut.

## Stavba
Miniponorku postavila loděnice General Dynamics Electric Boat v Grotonu ve státě Connecticut. Na vodu byla spuštěna 11. prosince 1968. Do služby vstoupila 1. června 1970.

## Konstrukce
Ponorku bylo možné přepravit transportním letounem Lockheed C-5 Galaxy. Trup ponorky je tvořen sklolaminátem, posádka byla ve sféře z vysokopevnostní oceli HY-100, umožňující hloubkový dostup 3046 metrů. Posádku tvořili dva námořníci a jeden vědec. K dispozici měly několik kamer a dvojici hydraulických manipulátorů. K pozorování sloužila trojice průzorů. Pohonný systém tvořil elektromotor, pohánějící tři vrtule (jednu pro plavbu vpřed a dvě pro manévrování). Pod hladinou se ponorka pohybovala rychlostí až 2,5 uzlu.